# The Awakening (film 1909)
The Awakening è un cortometraggio muto del 1909 diretto da David W. Griffith. Prodotto e distribuito dalla Biograph Company, il film - girato a Edgewater, nel New Jersey - uscì nelle sale il 30 settembre 1909.

## Trama
A malincuore, uno scapolo incallito si vede costretto a sposarsi per poter entrare in possesso dell'eredità dello zio che lo voleva maritato. Dopo il matrimonio, l'uomo torna alle sue vecchie abitudini ma ormai non riesce a togliersi dalla mente il volto della moglie.

## Produzione
Il film fu prodotto dalla Biograph Company. Venne girato a Edgewater, nel New Jersey dal 16 settembre 1909 al 20 settembre 1909.

## Distribuzione
Distribuito dalla Biograph Company, uscì nelle sale cinematografiche statunitensi il 30 settembre 1909. Nelle proiezioni, veniva programmato con il sistema dello split reel, accorpato in un'unica bobina con il cortometraggio Wanted, a Child. Copia della pellicola viene conservata negli archivi della Library of Congress.
Il cortometraggio è inserito nel DVD D.W. Griffith, Director - Volume 4 (1909) distribuito dalla Grapevine nel 2006.